# 더 커스 (드라마)
《더 커스》(영어: The Curse)는 2023년 11월부터 쇼타임에서 방영된 미국의 코미디 드라마이다.

## 출연
- 엠마 스톤
- 코빈 번슨
- 바카드 압디
- 콘스탄스 슐먼